# Vodní záchranná služba Brno-město

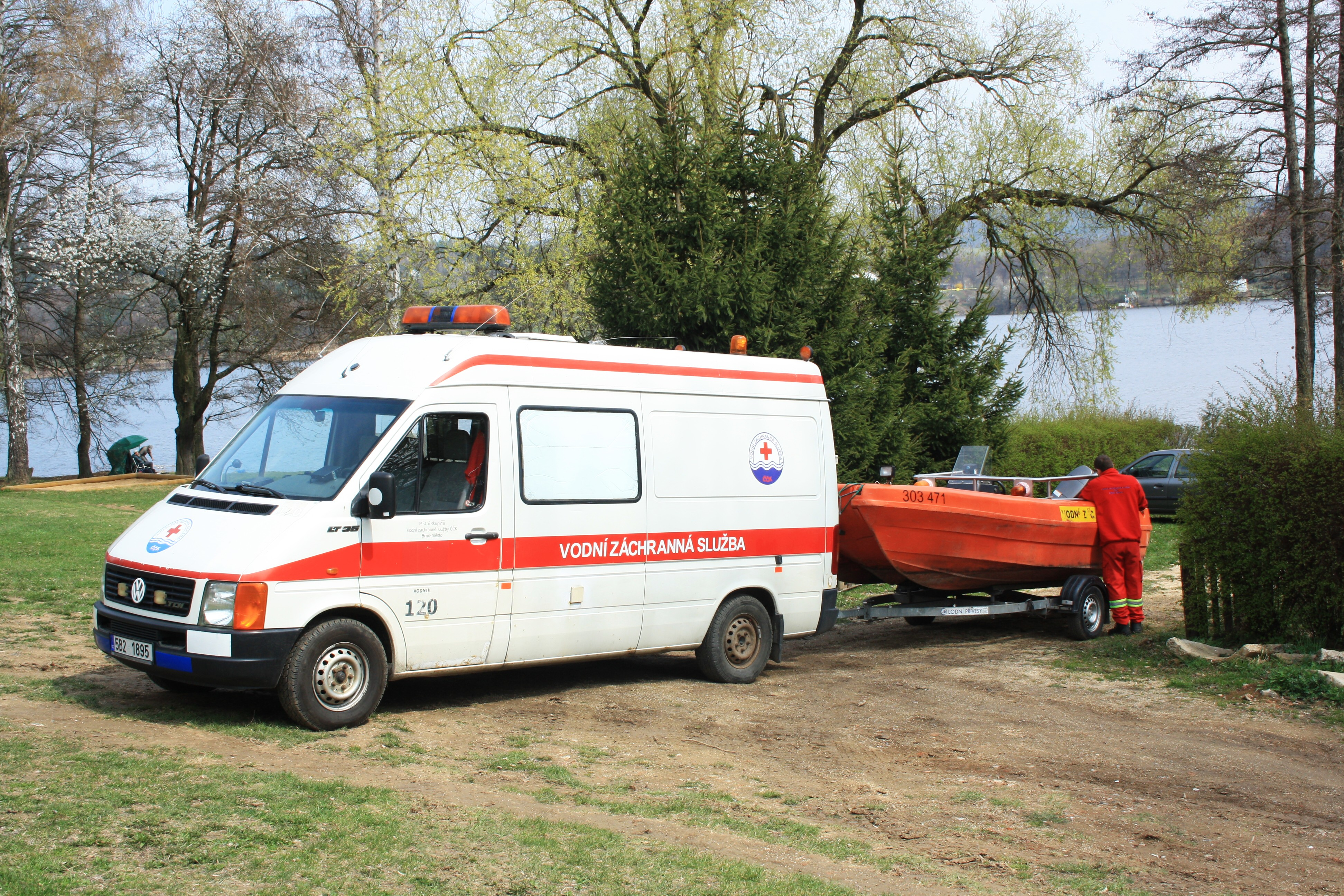
Technické vozidlo VZS BM

Vodní záchranná služba Brno-město je občanské sdružení. Je členem integrovaného záchranného systému Jihomoravského kraje a spolupracuje s ostatními složkami státní správy a samosprávy.
VZS Brno-město se stará o bezpečnost a předlékařskou první pomoc na Brněnské přehradě.
Dalšími aktivitami jsou výcvik mládeže, organizace nejrůznějších cvičení a v neposlední řadě sportovní soutěžení na mezinárodní úrovni.

## Působení VZS Brno-město
Hlavní cíl této organizace je zajištění bezpečnosti na Brněnské přehradě. Svoji základnu má při ulici Rakovecké (49.2377614N, 16.5058086E) na Kozí horce, kde se také nachází jedna z nejnavštěvovanějších pláží přehrady. Mimo běžné činnosti na této přehradě spolupracuje také s organizátory nejrůznějších akci a pomáhá jim se zajištěním bezpečného průběhu. Jako příklad lze uvést každoročně pořádaný festival ohňostrojů Ignis Brunensis, na kterém se také podílí.

## Výcvik
Důležitou součástí záchranářů je neustálé vzdělávání a rozšiřování záchranářských znalostí. VZS Brno-město si toho je vědoma a tak pořádá nejrůznější kurzy a cvičení zlepšující znalosti záchranářů v oblastech předlékařské první pomoci a samotného zásahu. Od roku 2004 si zajišťuje budoucnost v kurzu Mladý vodní záchranář.
Jednou z činností je také pořádání kurzů jako Vůdce malého plavidla, záchranářské minimum, plavčík, vodní dozor senior a dalších.

## Sport
Mimo záchrannou činnost se její členové uplatňují ve vodním záchranném sportu a to nejen na republikové úrovni. VZS Brno-město každoročně posílá své svěřence na závody po celé ČR a Evropě. 
Organizovala také závody ve vodním záchranném sportu Grand prix Moravie. V roce 2016 v Brně proběhl poslední ročník těchto mezinárodních závodů, kterých se účastnily výpravy z několika evropských zemí.